# Antônio Moreira de Castilho
Dr. Antônio Moreira de Castilho, primeiro e único barão de São Roque (1812 — Paraíba do Sul, 15 de maio de 1873), foi um médico, fazendeiro e nobre brasileiro.
Filho de Simeão Moreira de Castilho e Ignácia Maria da Conceição, casou-se com D. Cleta Corrêa Tavares (Moreira de Castilho).
Médico formado pela Faculdade de Medicina da Bahia.
Agraciado barão em 21 de dezembro de 1871. Era oficial da Imperial Ordem da Rosa.